# Wagrain (Pongau)
Wagrain ist eine Marktgemeinde mit 3177 Einwohnern (Stand 1. Jänner 2025) im Bezirk St. Johann im Pongau im österreichischen Bundesland Salzburg.

## Geografie

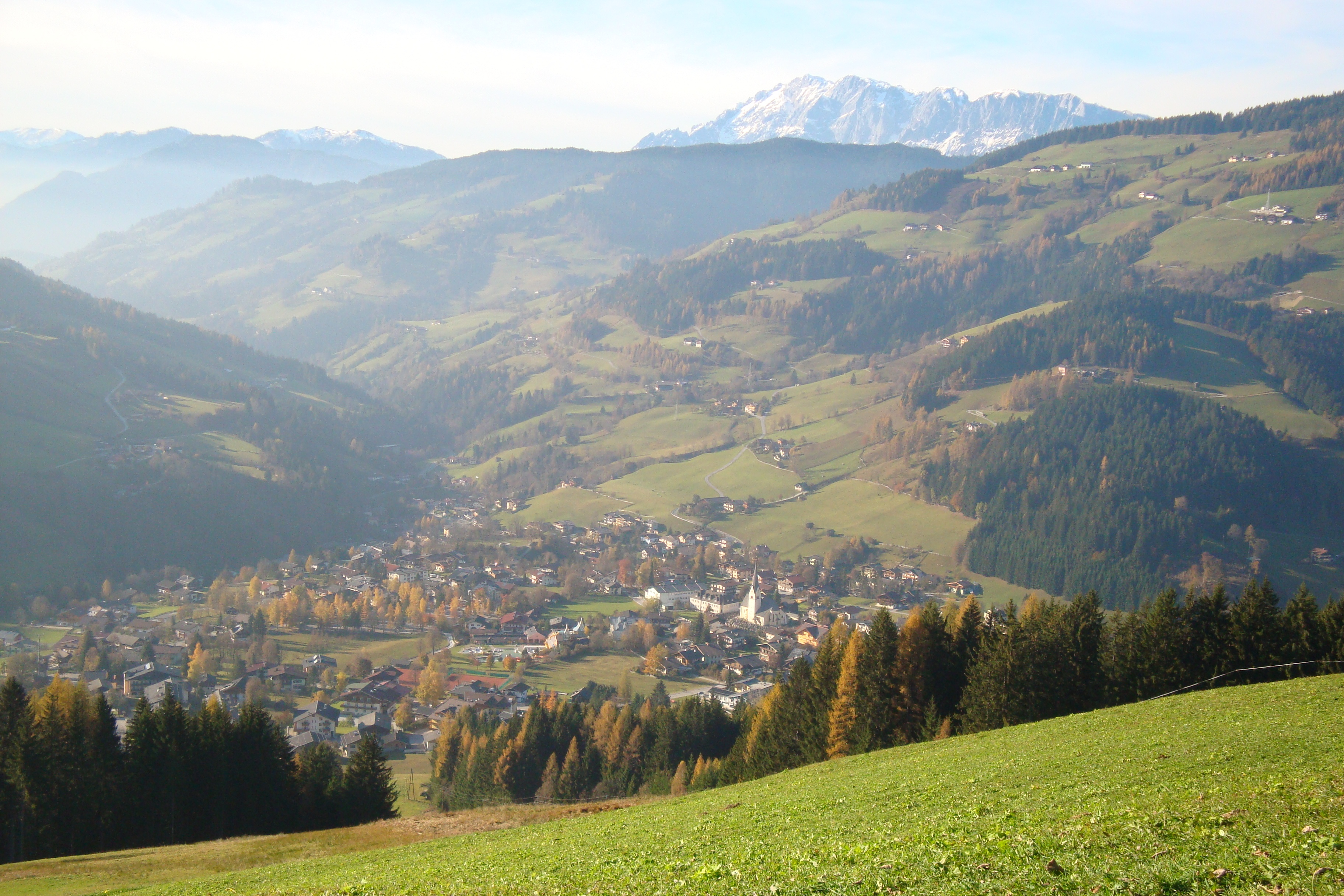
Wagrain, Kernraum um den Markt mit Kirchboden vorne, Blick Richtung Nordwesten gegen den Hochkönig

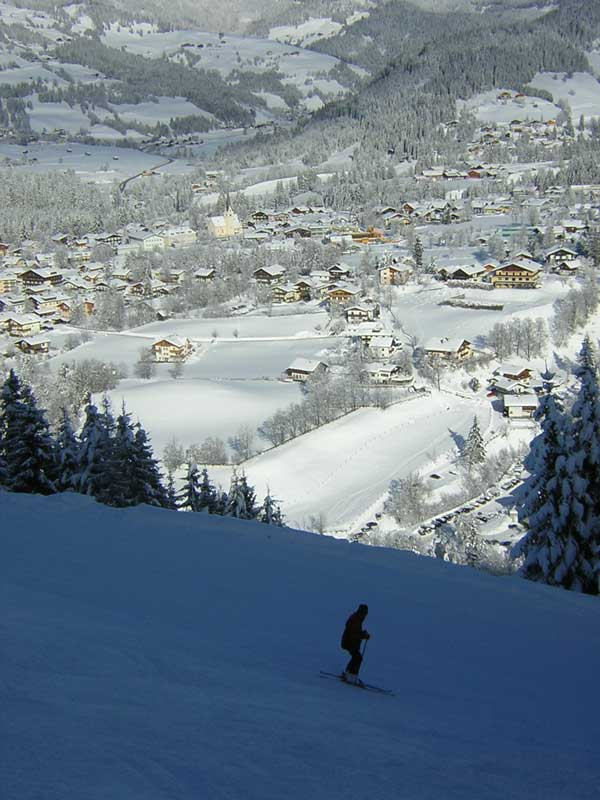
Die Wagrainer Talweitung gegen Nordosten, Kirchboden mit der Pfarrkirche

Wagrain liegt im Pongau, etwa 55 km südlich von Salzburg und 8 km östlich von St. Johann im Pongau. Im Ortsteil Schwaighof befindet sich die Wasserscheide von Salzach und Enns, die Wagrainer Höhe. Die höchste Erhebung befindet sich mit 2037 m ü. A. auf der Gabel am südlichen Gemeinderand.

### Gemeindegliederung
Das Gemeindegebiet umfasst folgende fünf Katastralgemeinden und gleichnamige Ortschaften (in Klammern Einwohnerzahl Stand 1. Jänner 2025):
- Hof (1335)
- Hofmarkt (835)
- Schwaighof (484)
- Vorderkleinarl (191)
- Wagrain Markt (Hauptort, KG Wagrain, 332)

Zählsprengel sind Wagrain-Marktzentrum für den Hauptort und seine unmittelbare Umgebung, und Wagrain-Umgebung für den Rest der Gemeinde.
Wagrain gehört zum Gerichtsbezirk St. Johann im Pongau.

### Nachbargemeinden
|                      | Hüttau                                      |         |
| St. Johann im Pongau | Kompassrose, die auf Nachbargemeinden zeigt | Flachau |
| Großarl              | Kleinarl                                    |         |

## Geschichte
Nach den Grabungen von 2006 bis 2009 nimmt man an, dass die Burg Wagrain um 1200 erbaut wurde. Urkundlich erwähnt wurde sie erstmals 1285, damals war sie im Besitz der Herren von Goldegg. Wulfing I von Goldegg stand 1322 beim Streit um den deutschen Kaiserthron auf der Seite von Ludwig IV. dem Bayern. So wurde nach der Schlacht bei Mühldorf die Festung Wagrain zerstört. Sie wurde nicht wieder aufgebaut, die Ruine wurde lange als Steinbruch verwendet. Noch 1939 wurden Steine für den Bau des Schwimmbades verwendet, sodass heute nur noch wenige Reste der Burg sichtbar sind.
Der Name Wagrain setzt sich aus den beiden mittelhochdeutschen Wörtern wac (bewegtes Wasser, Fluss) und rein (Rain, Wiese, Hang) zusammen. 1243 wird im Salzburger Ortsnamenbuch Wakrein erstmals urkundlich erwähnt, um 1350 Wachrain und 1382 Wakchrain geschrieben. Unter Einfluss der Schriftsprache kam es dann schließlich zur heutigen Schreibweise.
Im Mittelalter war die Umgegend Bergbaugebiet.
Wagrain war der Ort im Erzstift Salzburg mit der höchsten Zahl an evangelischen Exulanten. Über 80 % der Einheimischen zogen die Vertreibung (meist nach Preußen) der Konversion zum römischen Katholizismus vor.

## Kultur und Sehenswürdigkeiten
- Burgruine Wagrain
- Katholische Pfarrkirche Wagrain hl. Rupert: gotisch, mit Anbauten aus der Zeit von 1450 bzw. 1711; Hochaltar von 1976 mit gotischer Madonna
- Katholische Marktkirche Wagrain hl. Franziskus: 1616 erbaut, barock
- Waggerlhaus

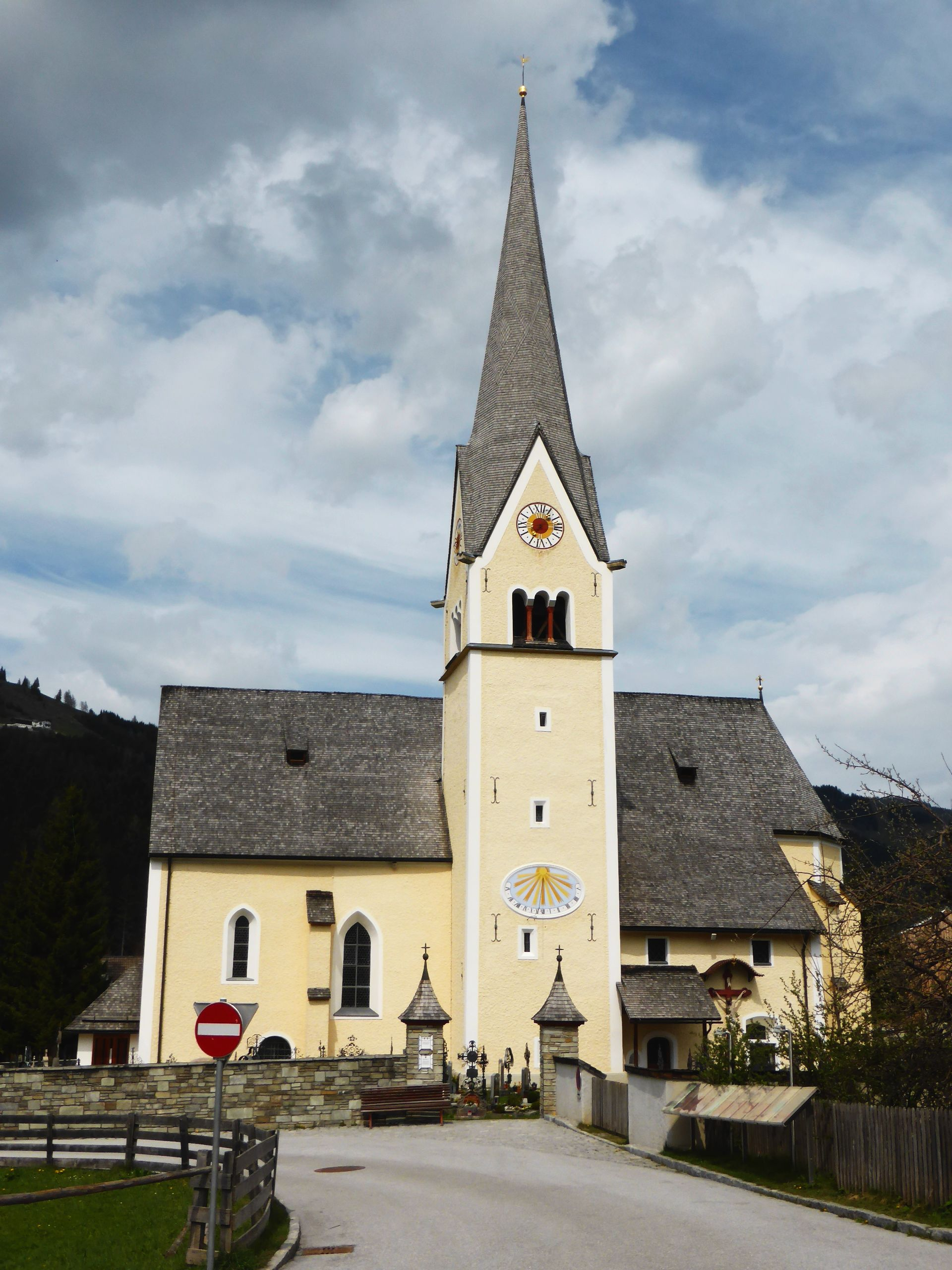
Wagrain, Pfarrkirche
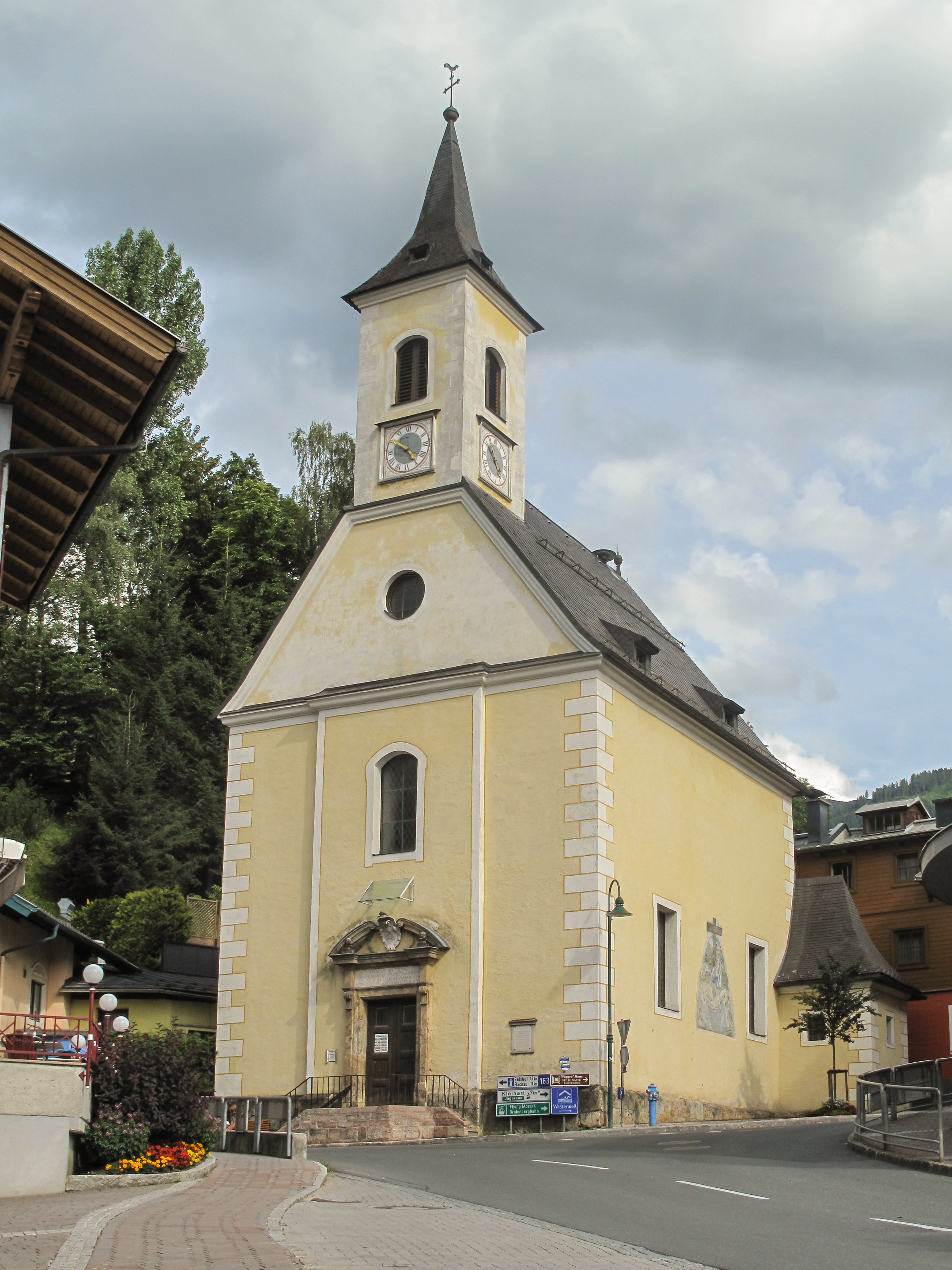
Wagrain, Marktkirche
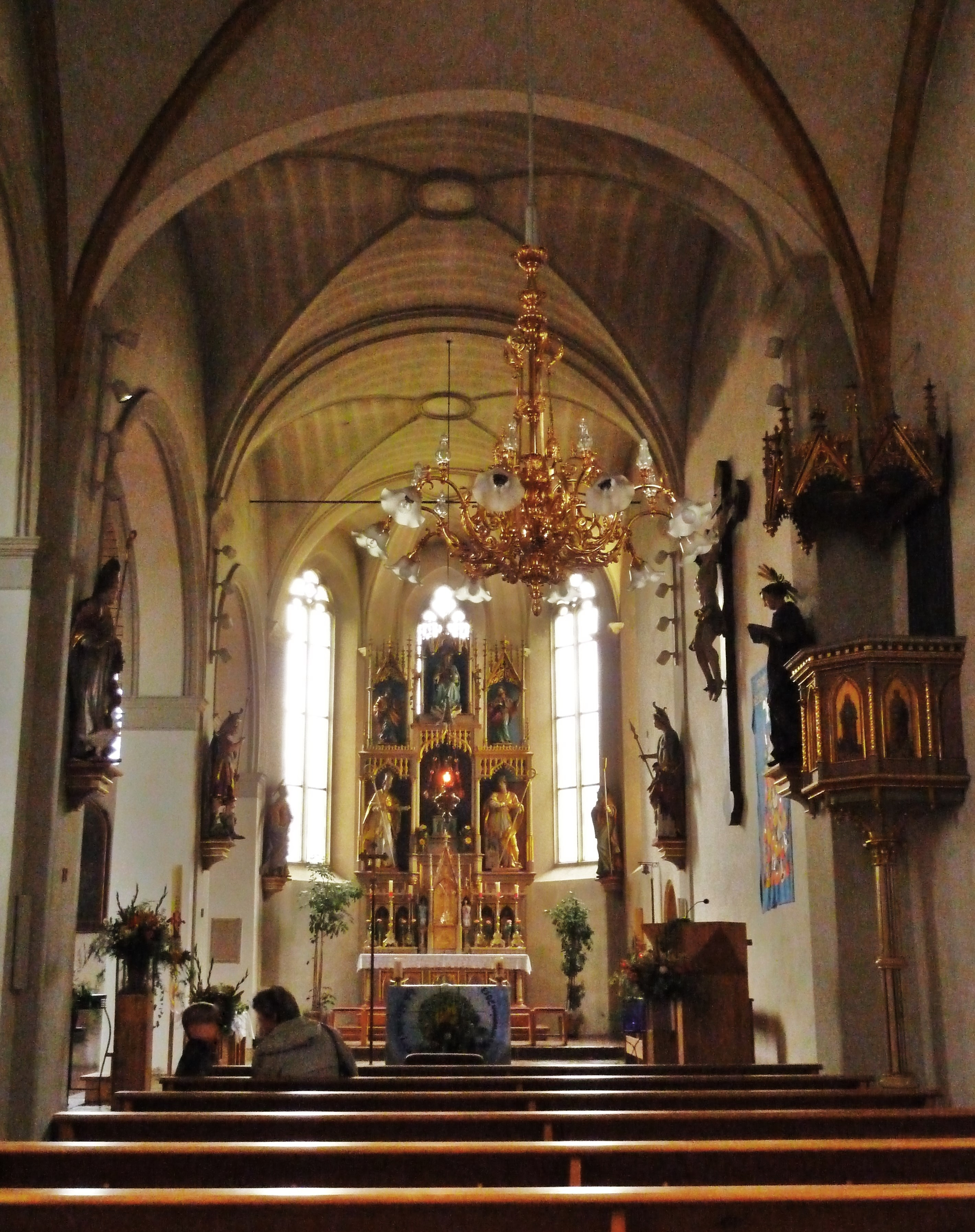
Pfarrkirche, Innenansicht
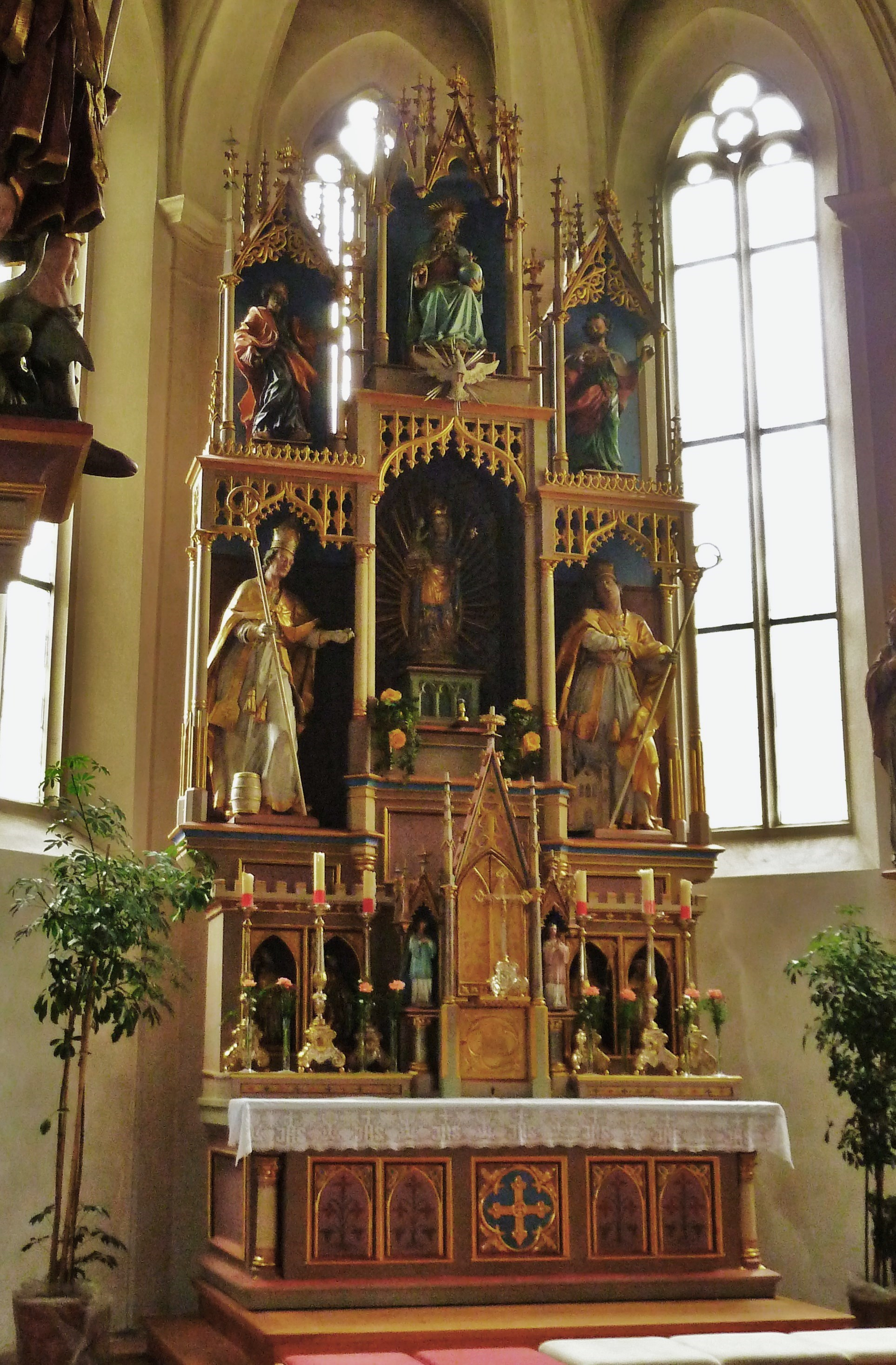
Der Hochaltar der Pfarrkirche

## Wirtschaft und Infrastruktur

### Wirtschaftssektoren
Von den 129 landwirtschaftlichen Betrieben des Jahres 2010 wurden 51 im Haupt-, 71 im Nebenerwerb, 1 von einer Personengemeinschaft und 6 von juristischen Personen geführt. Diese sechs bewirtschafteten ein Fünftel der Flächen, die Haupterwerbsbauern mehr als die Hälfte. Im Produktionssektor arbeiteten 284 Erwerbstätige im Bereich Warenherstellung, 274 in der Bauwirtschaft, 22 in der Energieversorgung und 1 in der Wasserver- und Abfallentsorgung. Die wichtigsten Arbeitgeber des Dienstleistungssektors waren die Bereiche Beherbergung und Gastronomie (202), soziale und öffentliche Dienste (140) und der Handel (115 Mitarbeiter).
| Wirtschaftssektor            | Anzahl Betriebe | Anzahl Betriebe | Erwerbstätige | Erwerbstätige |
| Wirtschaftssektor            | 2011            | 2001            | 2011          | 2001          |
| ---------------------------- | --------------- | --------------- | ------------- | ------------- |
| Land- und Forstwirtschaft 1) | 129             | 128             | 108           | 109           |
| Produktion                   | 48              | 28              | 581           | 406           |
| Dienstleistung               | 235             | 186             | 644           | 658           |

1) Betriebe mit Fläche in den Jahren 2010 und 1999

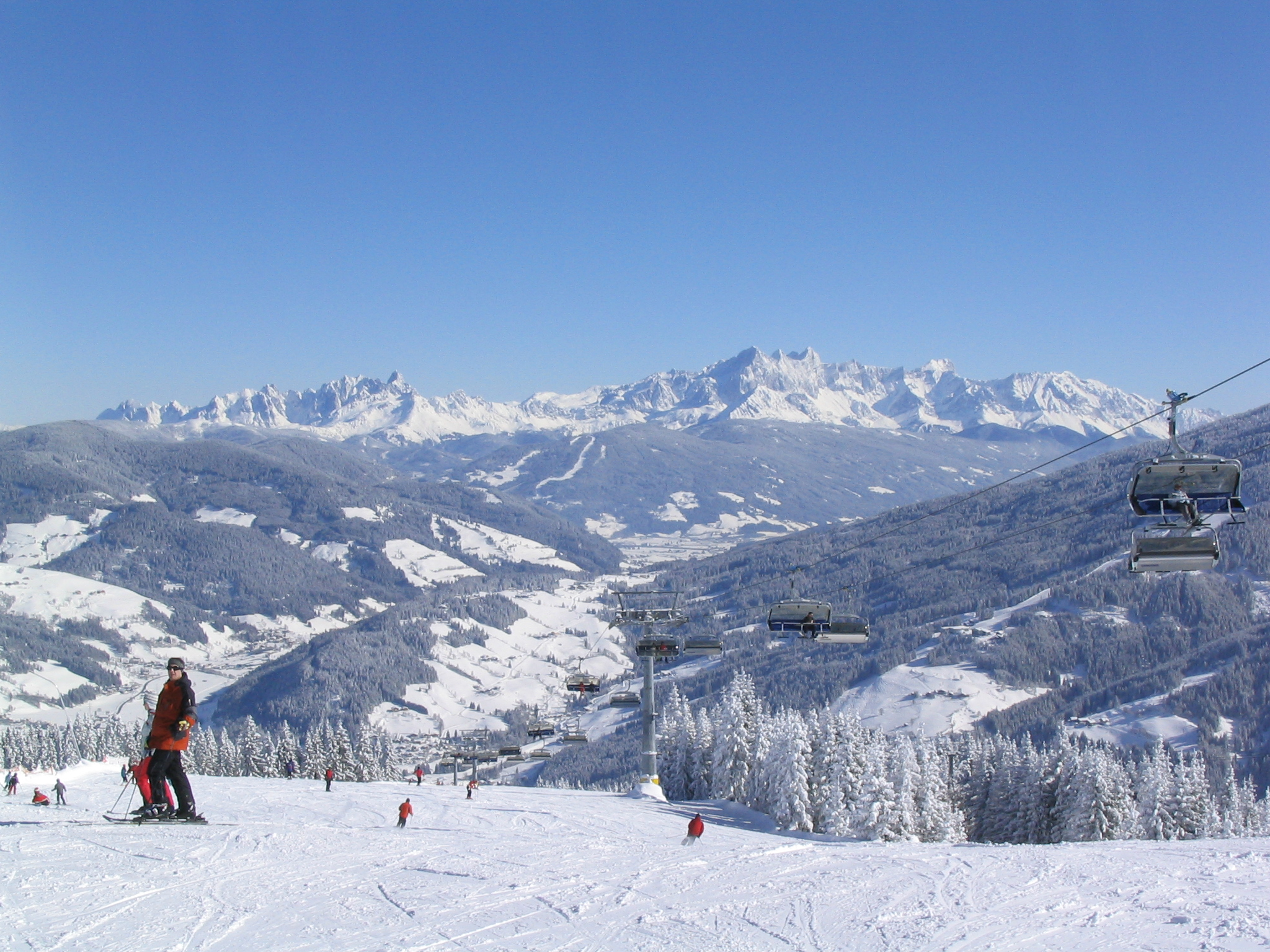
Blick vom Schigebiet Wagrain zu Bischofsmütze und Dachstein.

### Arbeitsmarkt, Pendeln
Im Jahr 2011 lebten 1422 Erwerbstätige in Wagrain. Davon arbeiteten 752 in der Gemeinde, beinahe die Hälfte pendelte aus. Dafür kamen 581 Menschen aus der Umgebung zur Arbeit nach Wagrain.

### Fremdenverkehr
Beliebtes Ausflugsziel ist der Berg Öbristkopf (1411 m ü. A.), ein Ziel für die Salzburger Wandernadel.
Die Anzahl der Übernachtungen stieg von 748.000 im Jahr 2011 auf 981.000 im Jahr 2019, um 2020 auf 710.000 zurückzugehen. Fast drei Viertel der Gäste kommen in den vier Wintermonaten Dezember bis März, wobei die beiden Monate Jänner und Feber mit jeweils rund 200.000 Übernachtungen die Spitze bilden (Stand 2020).

## Politik

### Gemeinderat
Die Gemeindevertretung hat insgesamt 19 Mitglieder. Seit der Wahl 2024 ist neben ÖVP, SPÖ und FPÖ auch die Liste „Gemeinsam für Wagrain“ vertreten.
- Mit den Gemeindevertretungs- und Bürgermeisterwahlen in Salzburg 2004 hatte die Gemeindevertretung folgende Verteilung: 13 ÖVP, 5 SPÖ und 1 FPÖ.
- Mit den Gemeindevertretungs- und Bürgermeisterwahlen in Salzburg 2009 hatte die Gemeindevertretung folgende Verteilung: 11 ÖVP, 5 SPÖ und 3 FPÖ.
- Mit den Gemeindevertretungs- und Bürgermeisterwahlen in Salzburg 2014 hatte die Gemeindevertretung folgende Verteilung: 10 ÖVP, 6 SPÖ und 3 FPÖ.
- Mit den Gemeindevertretungs- und Bürgermeisterwahlen in Salzburg 2019 hatte die Gemeindevertretung folgende Verteilung: 11 ÖVP, 5 SPÖ und 3 FPÖ.
- Mit den Gemeindevertretungs- und Bürgermeisterwahlen in Salzburg 2024 hat die Gemeindevertretung folgende Verteilung: 12 ÖVP, 4 GFW und 3 FPÖ.[8]

### Bürgermeister
- 1999–2018 Eugen Grader (ÖVP)[9]
- seit 2018 Axel Ellmer (ÖVP)[10]

### Wappen
Blasonierung:
In Rot eine goldene Spitze, in welcher über natürlichem Wasser auf grünem Ufer ein silberner Zinnenturm mit einem Tor und zwei Fenstern steht.

## Persönlichkeiten

### Söhne und Töchter der Gemeinde
- Joseph Ernst von Koch-Sternfeld (1778–1866), salzburgisch-bayerischer Beamter, Geograph, Historiker und Schriftsteller
- Hans Demmel (* 1956), Journalist und Medienmanager
- Rudolf Huber (* 1963), Skirennläufer
- Thomas Hettegger (* 1994), Skirennläufer
- Kathrin Steinbacher (* 1989), Filmemacherin/Illustratorin

### Personen mit Bezug zur Gemeinde
- Joseph Mohr (1792–1848), Textdichter des Weihnachtsliedes Stille Nacht, heilige Nacht, arbeitete und lebte ab 1837 in Wagrain
- Karl Heinrich Waggerl (1897–1973), lebte ab 1920 in Wagrain
- Alois Rohrmoser (1932–2005), Gründer des Unternehmens Atomic (Ski-Erzeugung), lebte in Wagrain